# Harpo

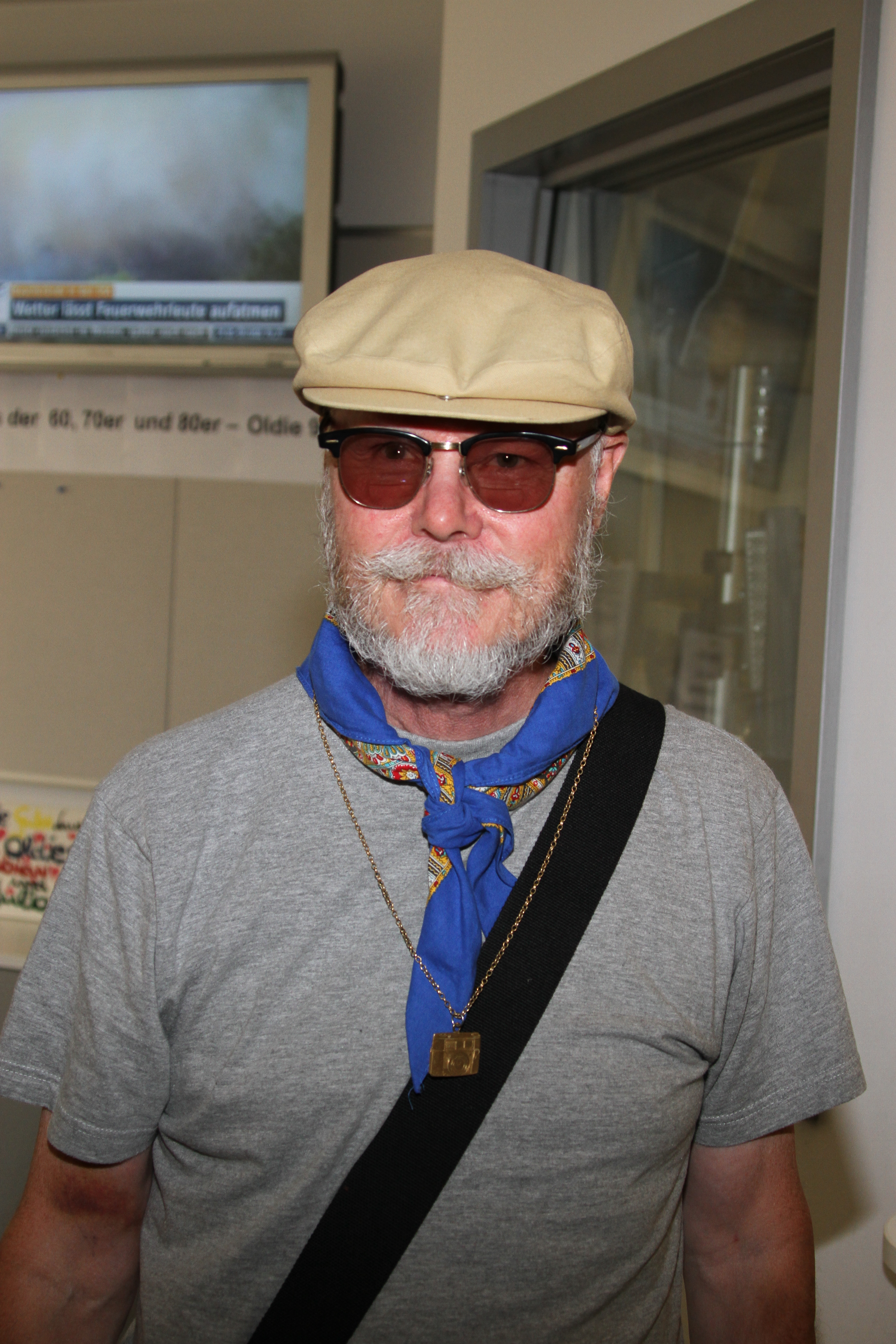
Harpo 2012 im Studio Oldie 95

Harpo (* 5. April 1950 in Bandhagen, heute im Stockholmer Stadtteil Vantör; eigentlich Jan Svensson) ist ein schwedischer Popsänger. Sein Künstlername ist eine Ehrerbietung an sein Vorbild, den US-amerikanischen Komiker Harpo Marx.

## Karriere

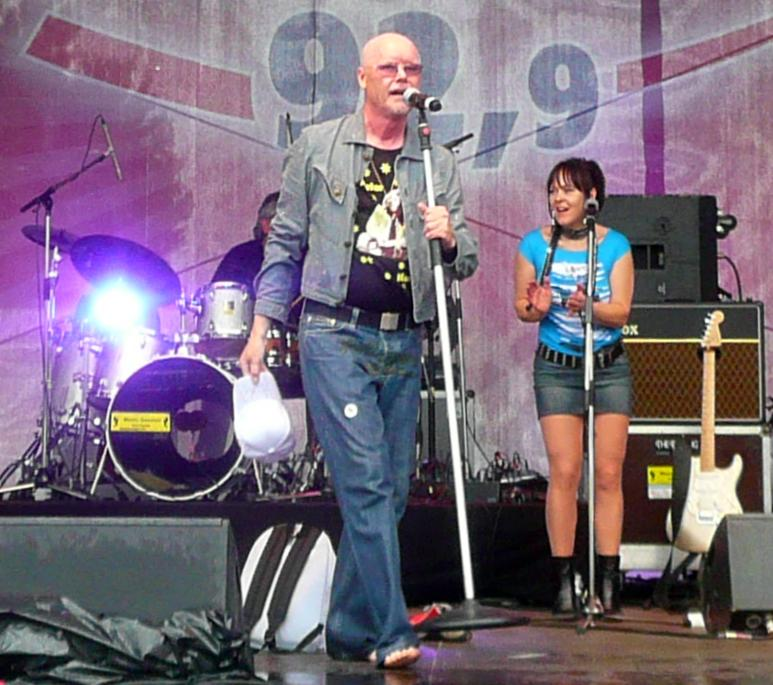
Harpo 2009

Harpo wurde 1975 mit seinem Lied Moviestar berühmt, der Song wurde 1976 in Deutschland zum Sommerhit des Jahres. Der Sänger stand damals nicht, wie gelegentlich zu lesen ist, bei der Produktionsfirma von ABBA unter Vertrag, aber die ABBA-Sängerin Anni-Frid Lyngstad sang die Backing Vocals auf der englischen und schwedischen Fassung von Moviestar.
Moviestar war in Deutschland 30 Wochen in den Charts, davon 17 Wochen unter den fünf bestverkauften Singles. Nachfolge-Hits hatte Harpo bis 1978 mit Motorcycle Mama und Horoscope. Er schrieb diese Songs selbst. 
Seit den 1970er Jahren ist er verheiratet und lebt auf einem Bauernhof in Schweden, wo er Rennpferde züchtet. 1977 wurde Harpo wegen Verweigerung des Militärdienstes vier Wochen lang inhaftiert. 1980 hatte er bei einem Trabrenntraining einen schweren Unfall mit einem ausbrechenden Pferd, das ihm schwere Gesichtsverletzungen zufügte. Dabei verlor er das Sehvermögen des rechten Auges weitgehend. Er unterzog sich daraufhin mehrfach kosmetischen Operationen. Seit Ende der 1990er Jahre tritt Harpo auch im deutschen Fernsehen und bei Oldiefestivals wieder mit seinen alten Hits auf.
Harpo tritt barfuß und mit dunkler Sonnenbrille auf. Ein weiteres Markenzeichen ist ein Spazierstock mit einer Fahrradklingel.
Der Sänger setzt sich für Tierschutz ein.

## Diskografie

### Alben
- 1974: Leo the Leopard
- 1975: Harpo & Bananaband
- 1975: Moviestar
- 1976: Harpo Smile
- 1977: The Hollywood Tapes
- 1978: Jan Banan (och hans flygande matta)
- 1979: Råck änd råll rätt å slätt
- 1981: The Fool of Yesterday …
- 1984: Let’s Get Romantic
- 1988: London
- 1990: Harpo Show – Hemliga låden
- 1992: Harpo (mit Liedern in schwedischer Sprache)
- 2005: Jan Harpo Svensson 05

### Kompilationen
- 1973: EMI:s Stjärnserie Vol. 2 – Låtar från Listorna (mit Lalla Hansson, Björn Skifs & Blåblus, Landslaget, New Strangers und Malta)
- 1977: 20 Harpo Hits (Club-Edition)
- 1980: 20 Bästa
- 1991: Portrait of Harpo
- 1993: Moviestar Greatest Hits
- 1995: Samlade Hits
- 1996: Movie Star
- 1997: Harpo Hits (1973–1997)
- 1999: Premium Gold Collection
- 1999: The Very Best Of
- 2001: The Collection
- 2003: Klassiker

### Singles
- 1973: Honolulu
- 1973: Sayonara
- 1974: My Teenage Queen
- 1974: Baby Boomerang
- 1974: Teddy Love
- 1975: Moviestar
- 1975: Motorcycle Mama
- 1976: Horoscope
- 1976: Rock ’n’ Roll Clown
- 1976: Smile
- 1976: Beautiful Christmas
- 1977: In the Zum-Zum-Zummernight
- 1977: Som Ett ZomZom-Zommarbi (nur in Schweden)
- 1977: Television
- 1977: Dandy
- 1977: San Francisco Nights
- 1977: D. J.
- 1978: With a Girl Like You
- 1978: Ode to Johnny Rotten (als Zeppo & the Zepp-Zepps)
- 1978: Bianca
- 1979: Balladen om Stålmannen
- 1980: She Loves It Too!
- 1981: Yes I Do
- 1981: Rain and Thunder
- 1983: Light a Candle
- 1984: Party Girl
- 1985: Summer of 85
- 1986: On the Other Side of the Atlantic / På andra sidan Atlanten
- 1987: Movie Star / Motorcycle Mama
- 1987: Living Legends / Levande Legender
- 1987: Teargas
- 1988: London
- 1990: Moviestar ’90
- 1991: Down at the Club
- 1992: Lycka (& Ted Gärdestad)
- 1994: Sounds Like Love
- 1997: Moviestar (Promo, zur Werbekampagne von Nissan)
- 1997: Christmas
- 1999: Sayonara (1999 Remix)
- 2000: Honolulu
- 2001: Love Is Just a Game
- 2005: 05 (als Jan Harpo Svensson)
- 2005: DumDumDum (als Jan Harpo Svensson)
- 2005: Här Är Ängarnar (als Jan Harpo Svensson)
- 2007: Superworld
- 2007: Picknick
- 2008: That’s All Right (Harpo sings Holly)
- 2008: Elvis Presley Boulevard (nur Radio)
- 2012: London 2012 (nur Download)
- 2015: Vägra vara
- 2015: Julefrid
- 2019: TheNewYorkBallad
- 2019: Twinkle Little Star (feat. Miryu)
- 2020: Love is Great and Butterflies are Angels
- 2020: Cheaters Comes in All Shapes and Forms